# Phytobia lateralis
Phytobia lateralis är en tvåvingeart som först beskrevs av Macquart 1835.  Phytobia lateralis ingår i släktet Phytobia och familjen minerarflugor. Inga underarter finns listade i Catalogue of Life.